# Марк Требелий Максим
Марк Требелий Максим (на латински: Marcus Trebellius Maximus; † 72 г.) e сенатор на Римската империя през 1 век.
През август 55 г. той е суфектконсул след Публий Корнелий Долабела заедно със Сенека. Според други източници той е консул през 56 г. заедно със Сенека.
През 61 г. той е в комисията за провеждане на преброяването (census) в Галия заедно с Квинт Волузий Сатурнин и Тит Секстий Африкан. През 63 г. става управител на Британия до 69 г.
Требелий е до 72 г. в колегията на арвалските братя.